# Lissel Vallbergstjärnen
Lissel Vallbergstjärnen är en sjö i Vansbro kommun i Dalarna och ingår i Dalälvens huvudavrinningsområde.